# 范潔恩
范潔恩（Jane Fraser，1967年6月27日—）是一名英美银行业高管，也是花旗集团行政總裁（CEO），她自2021年3月起担任该职位。她曾在剑桥大學格顿学院和哈佛商学院接受教育，在2004年加入花旗集团之前，她曾為麦肯锡公司的合伙人，長達10年。2019年，她被任命为花旗集团总裁，同时兼任個人银行业务行政總裁。
2020年9月，花旗集团宣布，她将于2021年2月接替Michael Corbat担任花旗集团首席执行官，成为首位担任美国大型银行总裁的女性。

## 政治立場
范潔恩支持香港特別行政區政府與中華人民共和國政府和俄羅斯聯邦政府維持友好關係。
花旗銀行（香港）配合香港警務處要求凍結多名泛民主派人士/組織的銀行帳戶包括：鄒家成、周庭、鄺俊宇、星火同盟、612人道支援基金等。
花旗銀行公開支持備受爭議的《香港基本法第二十三條》立法。宣稱能夠可保障香港經濟穩定、增強投資者信心、促進國際金融合作，帶來正面影響。
花旗銀行（中國）投資中國市場並於2024年成立中國共產黨支部，花旗银行成為第2家在其中國投資銀行子公司設立中國共產黨委員會（黨委）的外資銀行。

## 出席習近平主持的APEC晚宴
范潔恩2023年6月以該集團行政總裁身份首次對中國進行訪問時表示，花旗銀行將繼續擴大在中國的業務。五個月後，中美兩國領導人在三藩市舉行會晤，六年來首次訪問美國的中共中央總書記習近平與美國商界代表共進晚餐，范潔恩是代表之一。

## 會見何立峰
范潔恩表示，花旗集團看好中國經濟和金融市場發展前景，願深耕中國市場，為促進美中經貿合作和維護全球經濟健康發展作出貢獻。另外，中共中央政治局委員、國務院副總理何立峰表示，中國正全面貫徹落實中共二十屆三中全會精神，進一步深化金融體制改革，持續擴大金融高水平雙向開放，歡迎包括花旗集團在內的更多外資金融機構和長期資本來華投資興業，共同參與中國金融市場建設，共享發展機遇。

## 其他公職
- 現任和擔任過的職務包括北京市市長國際企業家顧問會議成員
- 2022年獲任命為中國國家金融監督管理總局國際諮詢委員會委員